# Anastasios Metaxas
Anastasios Metaxas (Græsk:Αναστάσιος Μεταξάς,født 27. februar 1862, død 28. januar 1937) var en græsk arkitekt og sportsskytte. Han deltog i fire af de første moderne olympiske lege.
Metaxas er mest kendt for, at være arkitekten der blev valgt til at renovere Panathinaiko Stadion op til de første moderne Olympiske Lege i Athen, der blev afholdt i 1896.
Han deltog også selv i OL 1896 og konkurrerede i militær riffel og fri riffel og sluttede som nummer fire i begge konkurrencer.
I 1906 deltog han i de mellemlege i Athen. Her stillede han op i hele ni konkurrencer, men opnåede bortset fra i en enkelt konkurrence blot sekundære placeringer. Hans bedste resultat kom i trapskydning med dobbeltskud, hvor han blev nummer to med tretten point. Her vandt briten Sidney Merlin med femten point, mens Merlins nevø, Gerald Merlin, blev nummer tre med tolv point.
Ved OL 1908 i London deltog Metaxas kun i trapskydning, hvor han han opnåede en delt tredjeplads med briten Alexander Maunder; begge opnåede 57 point. Vinder blev canadieren Walter Ewing med 72 point, mens hans landsmand, George Beattie, blev toer med 60 point.
Hans sidste OL blev legene i 1912 i Stockholm, hvor han stillede op i duelpistol, hvor han blev nummer 35, og trapskydning, hvor han blev nummer seks.
Udover det olympiske stadion tegnede Metaxas flere andre bygninger i Athen, heribland Benaki-museet og den franske ambassade.